# Vezels-Roussy
Vezels-Roussy là một xã ở tỉnh Cantal, thuộc vùng Auvergne-Rhône-Alpes ở miền trung nước Pháp.

## Dân số
| 1962                                                            | 1968 | 1975 | 1982 | 1990 | 1999 |
| --------------------------------------------------------------- | ---- | ---- | ---- | ---- | ---- |
| 131                                                             | 203  | 149  | 124  | 120  | 143  |
| Nombre retenu à partir de 1968: Population sans doubles comptes |      |      |      |      |      |